# Orichalcum
Orichalcum (gr. ὀρείχαλκος, oreikhalkos, z ὄρος, oros ’góra’ i χαλκός, chalkos ’miedź’) – oryszalk, metal, o którym mowa w kilku pismach starożytnych, przede wszystkim w opowieści Platona o Atlantydzie w dialogu Kritiasz. Według tej opowieści orichalcum było metalem drugim pod względem wartości po złocie i wydobywanym w różnych częściach Atlantydy.
39 sztabek prawdopodobnego orichalcum odnaleziono we wraku statku z VI wieku p.n.e., który zatonął u wybrzeży Sycylii. Według badań chemicznych składają się w 75–80% z miedzi, 15–20% z cynku oraz z niewielkich ilości niklu, ołowiu i żelaza.